# Benzoxazinoid
Benzoxazinoider er heterocykiske forbindelser med benzoxazin-ringsystemet. Kaldes også benzoxazolinoner eller hydroxamiske syrer.
Benzoxazinoider er mutagene stoffer, der øger resistensen i kornsorter mod insekter, svampe og bakterier, og påvirker væksten af ukrudt. De påvirker desuden reproduktionen hos græsædende pattedyr, muligvis gennem afgiftning af pesticider.
Det mest kendte benzoxazinoid er 2,4-dihydroxy-7-methoxy-1,4-benzoxazin-3-one, DIMBOA, der findes som et kraftigt antibiotikum i græsser, specielt i unge skud af majs og i hvede. En majs-mutant (bx) som ikke indeholder DIMBOA er ikke modstansdygtig mod bladlus og svampe.

## Eksternt link
- Lysbilledforedrag af Inge S. Fomsgaard m.fl. (Webside ikke længere tilgængelig)
- Biokemisk Leksikon, BioSite